# Process (Ringの曲)
『Process』（プロセス）は、Ringのデビューシングル。

## 解説
テレビ東京系列「ASAYAN」オープニングテーマ。
歌詞のテーマは「急に大人に近づいてしまった、思春期の女の子の微妙な心理」を爽やかに表現した。
Ringは日本語版の歌詞には中国語のフリガナをつけて、更に近所の日本語が話せる友達に発音の仕方を毎日教えてもらって、レコーディングまでに暗記した。
1曲目は日本語版・2曲目で標準中国語版を配置している。これは「予備知識なしで聴くと、海外のシンガーだとわからない様にする」という小室の狙いであったが、後に「1曲に2つの命を与えることに成功した。これは初めて体験した不思議な結果」と小室はその予期しなかった結果に驚いた。ただし、台湾版では1曲目・2曲目が日本版とは逆になっている。
ジャケットの写真はRingがオーデションに応募した際に使用した写真である。小室は「『この笑顔が見たかったんだよ』と言わせるだけの表情をしている」と称賛している。
台湾ではセブン・イレブンとのタイアップで、レコード店より4日早く発売。そこで用意された2万枚が3日間で完売。レコード店との売り上げも合わせると、1週間で7万枚を超え、最終的には10万枚を売り上げた。この売り上げは台湾では日本でのミリオンセールスに匹敵する。
台湾のチャートでは4週連続1位だった。

## 収録曲
作詞・作曲・編曲：小室哲哉、中国語訳詞：YOKO YAU / Mixed by Keith KC Cohen
1. Process (Japanese) (4:18)
2. Process (Mandarin) (4:18)
3. Process (Music) (4:17)